# 開元寺 (福州市)
福州開元寺は、福建省福州市鼓楼区にあり、俗称を鉄佛寺という。福州市内に現存する最古の寺院であり約1500年の歴史がある。
唐代、広さが街の1/10を占める大きな寺であった。敷地内には空海の像がある。彼はこの寺に約2か月程滞在している。